# Pro Pinball
Pro Pinball  — серия видеоигр в жанре симулятор пинбола, созданная компанией Cunning Developments. Первая игра в серии вышла в 1996 году для PlayStation, MS-DOS, Sega Saturn и Windows.

## История
Идея создания игры принадлежит Эдриану Барритту, который работал в середине 1990-х в Empire Interactive. В 1993 году был выпущен пинбол-автомат Star Trek: The Next Generation и Барритт, будучи большим поклонником пинбола и Звёздного пути, по мотивам которого был создан стол, заинтересовался созданием версии игры для персонального компьютера. В результате безуспешной попытки приобрести права, компания Барритта Cunning Developments приняла решение разработать игру по собственному оригинальному дизайну. Первая игра в серии Pro Pinball: The Web вышла в 1996 году для PlayStation, MS-DOS, Sega Saturn и Windows 95. За ней последовало еще три части серии: Pro Pinball: Timeshock! в 1997 году, Pro Pinball: Big Race USA в 1999 году и Pro Pinball: Fantastic Journey в 2000 году. 
В 2001 году для Sega Dreamcast вышел сборник Pro Pinball Trilogy на который вошли игры серии со второй по четвертую. Сборник является единственным симулятор пинбола на этой платформе. В 2016 году для Windows и мобильных устройств вышел ремейк Pro Pinball: Timeshock!, разработанный Silverball Studios при участии автора оригинальной игры Эдриана Барритта. Финансирование проекта было получено путём краудфандинга на платформе Kickstarter.

## Отзывы и мнения
Сайт о пинболе Pinball News назвал Pro Pinball одними из лучших симуляторов пинбола. В 2015 году TouchArcade назвали серию «бывшим королём видео-пинбола». Журнал Retro Gamer в своём ретроспективно обзоре симуляторов пинбола отметил, что игры серии Pro Pinball всегда отличались наиболее реалистичными трёхмерными пинбол-столами для персональных компьютеров.